# Belphegor
Belphegor — австрийская блэк/дэт-метал группа из Зальцбурга, изначально сформированная в 1991 году под именем Betrayer. В 1993 название сменилось и группа стала носить имя демона Бельфегора.

## История

### Ранние годы (1991—1997)
Belphegor был основан как Betrayer в 1991 году вокалистом и басистом Maxx, гитаристами Helmuth и Sigurd, и ударником Chris. Своё первое демо Kruzifixion группа выпустила в апреле 1991 года, а Unborn Blood чуть позже. После принятия имени Belphegor в 1993 году, они выпустили ещё одно демо, Bloodbath in Paradise в формате Maxi-CD. В какой-то момент до или после выпуска этого демо, Maxx ушёл из группы, в результате чего Helmuth взял на себя его роль одновременно вокалиста и гитариста. В 1993—1996 годах роль басиста сессионно исполнял A-X, после которого к группе присоединился Mario «Marius» Klausner как постоянный участник.
Некоторое время у группы был контракт с лейблом Perverted Taste Records, на котором в 1994 году было издано демо Obscure and Deep. В этом релизе был представлен кавер на песню Black Sabbath Sabbath Bloody Sabbath. Их первый альбом, The Last Supper, был издан Lethal Records в январе 1995 года. В это время был также изменён логотип группы, в него были включены два перевёрнутых креста, окружённых кровью.

### Last Episode и Phallelujah Productions (1997—2002)
Второй по счёту альбом Blutsabbath был выпущен в октябре 1997 года, с сессионным ударником Man (of Mastic Scum). За этим событием последовало восемнадцатидневное турне по Европе вместе с Behemoth и Ancient в апреле и мае 1998 года. Дебютный альбом группы The Last Supper был выпущен в 1999 году в новом оформлении и включал в себя 6 дополнительных композиций с EP Obscure And Deep.
На следующий год третий альбом, Necrodaemon Terrorsathan, был издан лейблом Last Episode (теперь известным как Black Attakk), сессионным ударником на нём вновь был Man. В конце концов группа покинула Last Episode и впоследствии отзывалась о нём, как о «грабительском лейбле». В январе 2001 года Belphegor были хедлайнером на нескольких шоу на открытых площадках на 'Fuck The Commerce IV', 'With Full Force VIII' и 'Hell On Earth' в Германии с поддержкой Dunkelgrafen и Dawn of Dreams. В 2002 году у Belphegor были выступления на Summerbreeze, Brutal Assault и Morbide Festspiele, за которыми последовали концерты в декабре в Германии. Также примерно в это время группа впервые наняла ударника Torturer (Mor Dagor) и басиста Barth. После выпуска концертного альбома Infernal Live Orgasm на своём собственном лейбле Phallelujah Productions, они подписали контракт с Napalm Records.

### Napalm Records (2003—2005)
После подписания контракта составом из вокалиста и гитариста Helmuth, гитариста Sigurd, басиста Barth и ударника Torturer был записан четвёртый альбом Lucifer Incestus, продюсером которого стал Alex Krull из Atrocity. Альбом был издан в декабре 2003 года, и за ним последовало турне по Европе.
В студии Mastersound Studio в Фелльбахе в течение сентября 2004 года Belphegor записали свой пятый альбом Goatreich — Fleshcult, продюсером которого вновь был Alex Krull. В ноябре группа устроила мини-турне с Disastrous Murmur, а затем выступала на X-Mass Festival вместе с Napalm Death, Marduk, Finntroll и Vader. В феврале 2005, Goatreich — Fleshcult был издан в различных форматах, включая ограниченное виниловое издание из 1000 копий. В диджипак-версии в качестве бонуса был добавлен инструментальный трек 'Heresy Of Fire'. В этом же месяце барабанщик Torturer покинул группу, а на замену ему пришёл Nefastus (Tomas Janiszewski). В апреле Belphegor возглавила восемнадцатидневный Goatreich — Fleshcult Europe Tour Pt. I с поддержкой Arkhon Infaustus, Asmodeus и In Aeternum. Вскоре группа покинула Napalm Records, по причинам того, что лейбл «недостаточно их поддерживает», и что они «сыты по горло неуважительным обращением».

### Ранние годы с Nuclear Blast (2005—2009)

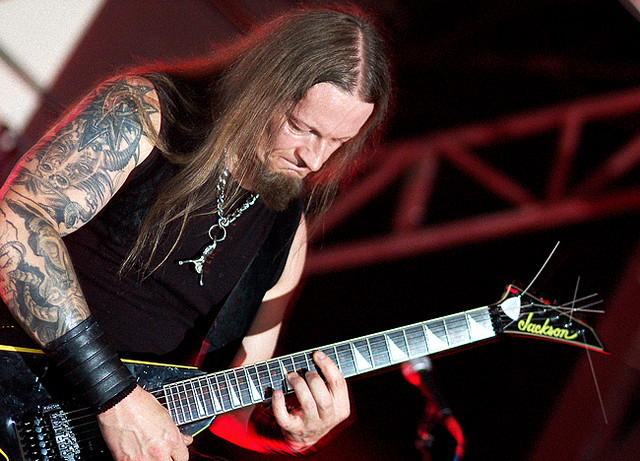
Фронтмэн/гитарист Helmuth на выступлении в 2008 году.

В 2005 году Belphegor подписали контракт с Nuclear Blast, и в ноябре начали запись альбома Pestapokalypse VI в студии продюсера Andy Classen (который также продюсировал дебютный альбом группы The Last Supper) Stage One Studios.
Сыграв басовые партии для шести из девяти треков нового альбома, басист Barth был вынужден покинуть группу и закончить свою карьеру после получения травмы руки. Belphegor были вынуждены отказаться от участия в турне с Hate Eternal в апреле 2006 года, а Helmuth был вынужден записывать оставшиеся басовые партии для нового альбома сам, в то время как для концертных выступлений в апреле-октябре был нанят басист Robin Eaglestone (ex-Cradle of Filth, Imperial Black). В октябре на место постоянного басиста был взят Serpenth.
Pestapokalypse VI был выпущен в октябре 2006 года, а вскоре группу покинул ударник Nefastus. После этого нанимались сессионные ударники, включая Lille Grubber, Blastphemer (Jan Benkwitz) и бывшего ударника Belphegor Torturer. В том же месяце Nuclear Blast выпустила специальный вариант альбома в виде патронного ящика, ограниченный всего 500 копиями, и включающий в себя диск в диджипаке, нашивку, пояс и «аварийный паёк» Виниловая версия альбома также имела ограничение в 500 копий. Для продвижения Pestapokalypse VI также было снято два клипа на песни Bluhtsturm Erotika и Belphegor — Hell’s Ambassador, режиссёром которых выступил Florian Werner.
Планировалось очередное участие Belphegor в X-Mass Festival в декабре 2006 года, однако фестиваль был отменён. Несмотря на это они были среди групп, поддерживающих Danzig в их турне Blackest of the Black по Северной Америке в декабре 2006 — январе 2007, а затем вновь гастролировали по Америке в феврале — марте 2007 года вместе с Unleashed, Krisiun, и Hatesphere. При поддержке вначале Kataklysm и Unleashed, а затем Arkhon Infaustus, Belphegor в мае возглавила Midvinterblot European Tour Part II. Группа также играла на известном фестивале Wacken Open Air в августе. В сентябре, вместе с Gorgoroth группа возглавляла турне по Южной Америке.
В январе 2008 года один из основателей Belphegor, Sigurd, перенёс хирургию глаза, и поэтому не было известно, будет ли он дальше играть в группе. Однако спустя несколько месяцев Helmuth объявил, что Sigurd решил уйти из группы после турне по Европе в конце 2007. В турне по Северной Америке в феврале 2008 года его заменил Anthony Paulini, а на месте постоянного гитариста его в конечном итоге заменил Morluch.
В апреле 2008 года был выпущен альбом Bondage Goat Zombie, где Helmuth одновременно исполнял роли вокалиста, соло- и ритм-гитариста, басистом был Serpenth, а ударником — Torturer. Наряду со стандартным CD-релизом было выпущено несколько версий альбома, включая ограниченное издание в диджипаке, дополненном DVD диском с видеоклипами, концертными и закулисными съёмками, материалы о студийной работе и фанатский раздел («freak» section). Помимо этого ограниченным тиражом в 1000 копий была выпущена виниловая версия альбома, а также тиражом в 500 копий эксклюзивная версия, включающая в себя CD/DVD, солдатский жетон и каску немецкого образца с логотипом группы. За этим последовало выступление на фестивале Hellfest Summer Open Air во Франции в июне 2008 года, а также поддержка Nile и Grave в турне по Европе, посвящённому альбому Ithyphallic, в сентябре 2008. В октябре группа вновь гастролировала в Северной Америке вместе с Amon Amarth.

### Walpurgis Rites — HexenwahnиBlood Magick Necromance(2009—2011)
В январе 2009 года было сделано объявление о том, что группа работает над новым альбомом, и что за ударные вновь отвечает Nefastus. Сообщалось, что запись началась в феврале 2009 года, а Nefastus закончил запись ударных. 23 февраля 2009 Helmuth объявил, что ритм-гитара и бас записаны в ходе второй студийной сессии. Альбом был предварительно назван Hexenwahn — Totenkult:

В противоположность предыдущим рассказам об инквизиции, этот материал фокусируется на самых тёмных и зловещих из могущественных ведьм, которые вызывают демонов и поклоняются им. Тех, кто заключил пакт с силами ада. Концепция альбома основана на демонологии, колдовстве, порочных суккубах, чернейшей эротике, и, как всегда, самом великом дьяволе.
Оригинальный текст (англ.)As opposed to previous tales of the inquisition, this focuses upon the darker, more dismal of the mighty, powerful witches who conjure and worship demons. Those who have a pact with the forces of hell through the occult. The concept deals with demonology, witchcraft/ Hexenwahn, depraved suKKubi, blackest erotica, and as always, the grand devil, himself.

9 июня 2009 г., был открыт финальный вариант названия нового альбома — Walpurgis Rites — Hexenwahn. 3 июля было анонсировано, что запись альбома полностью завершена и он выйдет в октябре 2009 года. Кроме того, бразильский художник Marcelo Hvc начал работу над обложкой и оформлением альбома.
Помимо стандартного CD-релиза подготовлено 3 версии с ограниченным тиражом. Это диджипэк, дополненный видеоклипом «Der Geistertreiber», виниловая LP-версия тиражом в 1000 копий, а также эксклюзивная версия тиражом всего в 500 копий, включающая в себя ручную гранату в деревянной коробке.
Группа участвовала в другом североамериканском турне в апреле—мае 2009 года, которое возглавляли Kreator и Exodus, вместе с Warbringer и Epicurean.
Также известно, что в ноябре 2009 года группа примет участие в турне Heathenfest по Северной Америке вместе с Eluveitie, Alestorm, Kivimetsän Druidi, и Vreid.
19 июня 2010 года начинается запись очередного альбома Belphegor получившего название «Blood Magick Necromance». Продюсированием альбома занялся Петер Тэгтгрен, а сведением — Йонас Кьеллгрен.
Перед выходом альбома вышел сингл"Impaled Upon The Tongue Of Satan", а 14 января 2011 года появляется и сам альбом, после чего музыканты отправляются в тур «God Is Dead — To Hell With God Tour».
В октябре 2011 года на сайте группы было объявлено что группа прекращает какую либо деятельность в связи с лечением вокалиста Хельмута.

### Conjuring The Dead(2012 — наше время)
В феврале 2012 года гитарист и вокалист коллектива, Хельмут Леннер, сообщил о том, что идёт работа над свежим материалом, выпуск которого запланирован на конец года, однако в итоге дата релиза была перенесена на 2014 год.

Барабаны, бас и гитары уже записаны. Звучит всё брутальней, агрессивней, чем раньше, и немного ближе к дэт-металу, чем на наших предыдущих студийных альбомах. Как и следовало ожидать, это массивная стена звука. Мы благодарим Эрика Рутана за его экстра-мотивацию, заставившую нас выкладываться по полной. Я планирую записать вокал в июне или июле, а микширование и мастеринг в сентябре. Это было не просто, но мы решили отложить дату релиза на начало 2014 года. Будьте готовы к Дьявольской Смертельной Музыке!.
Хельмут Ленер

7 апреля 2022 года группа анонсировала новый студийный альбом The Devils, выход которого запланирован на 24 июня 2022 года. Обложку альбома создал Сет Сиро Антон, более известный как Спирос Антониу.

## Состав
| - Helmuth Lehner — вокал (с 1993), гитара (с 1991) - Morluch — гитара (с 2008) - Serpenth — бас, концертный бэк-вокал (с 2006) |

| - Chris — ударные (1991—1992 или 1993) - Maxx — вокал, бас (1991—1992 или 1993) - A-X — сессионный бас (между 1993 и 1996) - Man — сессионные ударные (1997, 2000) - Marius «Reverend Mausna» Klausner — бас (1996—2002) - Torturer — ударные (2002—2005) - Barth — бас (2002—2006) - Robin Eaglestone — сессионный бас (2006) - Nefastus — ударные (2005—2006) - Sigurd — гитара (1991—2007) | Сессионные участники Студийные Marthyn — ударные (2009 —) Nefastus — ударные (2009 —) Torturer — ударные (2007 —) Концертные Blastphemer (Jan Benkwitz) — ударные (с 2006) Torturer — ударные (с 2007) Robert Kovacic — ударные (2007) Tony Laureano — ударные (2007) Lille Gruber — ударные (2007) Anthony Paulini — гитара (2008) |

## Дискография

### Betrayer
| Год  | Дата выхода | Название     | Тип  | Лейбл |
| ---- | ----------- | ------------ | ---- | ----- |
| 1991 | апрель      | Kruzifixion  | Демо | ---   |
| 1991 |             | Unborn Blood | Демо | ---   |

### Belphegor
| Год  | Дата выхода | Название                    | Тип            | Лейбл                   |
| ---- | ----------- | --------------------------- | -------------- | ----------------------- |
| 1993 | февраль     | Bloodbath in Paradise       | EP             | ---                     |
| 1994 |             | Obscure and Deep            | EP             | Perverted Taste         |
| 1995 | январь      | The Last Supper             | Полноформатный | Lethal Records          |
| 1997 | октябрь     | Blutsabbath                 | Полноформатный | Last Episode            |
| 2000 | ноябрь      | Necrodaemon Terrorsathan    | Полноформатный | Last Episode            |
| 2002 | 2 апреля    | Infernal Live Orgasm        | Концертный     | Phallelujah Productions |
| 2003 | 24 ноября   | Lucifer Incestus            | Полноформатный | Napalm                  |
| 2005 | 28 февраля  | Goatreich — Fleshcult       | Полноформатный | Napalm                  |
| 2006 | 27 октября  | Pestapokalypse VI           | Полноформатный | Nuclear Blast           |
| 2008 | 11 апреля   | Bondage Goat Zombie         | Полноформатный | Nuclear Blast           |
| 2009 | 9 октября   | Walpurgis Rites — Hexenwahn | Полноформатный | Nuclear Blast           |
| 2011 | 11 января   | Blood Magick Necromance     | Полноформатный | Nuclear Blast           |
| 2014 | 5 августа   | Conjuring the Dead          | Полноформатный | Nuclear Blast           |
| 2017 | 15 сентября | Totenritual                 | Полноформатный | Nuclear Blast           |
| 2022 | 29 июля     | The Devils                  | Полноформатный | Nuclear Blast           |

## Видеоклипы
| Год  | Композиция                          | С альбома                                               |
| ---- | ----------------------------------- | ------------------------------------------------------- |
| 2001 | «Vomit Upon the Cross»              | Necrodaemon Terrorsathan                                |
| 2004 | «Lucifer Incestus»                  | Lucifer Incestus                                        |
| 2005 | «Bleeding Salvation»                | Goatreich — Fleshcult                                   |
| 2006 | «Belphegor — Hell’s Ambassador»     | Pestapokalypse VI                                       |
| 2006 | «Bluhtsturm Erotika»                | Pestapokalypse VI                                       |
| 2008 | «Bondage Goat Zombie»               | Bondage Goat Zombie                                     |
| 2009 | «Der Geistertreiber»                | Walpurgis Rites — Hexenwahn                             |
| 2011 | «Impaled Upon the Tongue of Sathan» | Blood Magick Necromance                                 |
| 2014 | «Conjuring the Dead»                | Conjuring the Dead                                      |
| 2015 | «Black Winged Torment»              | Conjuring the Dead                                      |
| 2017 | «Baphomet»                          | Totenritual                                             |
| 2020 | «Necrodaemon Terrorsathan»          | Necrodaemon Terrorsathan                                |
| 2021 | «Blackest Sabbath 1997»             | Переиздание The Last Supper (1995) и Blutsabbath (1997) |
| 2022 | «Virtus Asinaria — Prayer»          | The Devils                                              |
| 2022 | «The Devils»                        | The Devils                                              |